# 川根両国駅
川根両国駅（かわねりょうごくえき）は、静岡県榛原郡川根本町千頭にある、大井川鐵道井川線の駅である。

## 歴史
- 1935年（昭和10年）5月30日：開業。
- 1936年（昭和11年）11月19日：軌間を762 mmから1,067 mmに改軌。寸又川専用軌道（後の千頭森林鉄道）が乗り入れるため、千頭 - 沢間間は762 mm軌条が残され、三線軌条となる。
- 1959年（昭和34年）8月1日：中部電力専用鉄道が大井川鉄道（現・大井川鐵道）に引き継がれ、同鉄道井川線となる。同時に、旅客営業を開始。
- 1969年（昭和44年）：千頭森林鉄道の廃止に伴い千頭 - 沢間間の762 mm軌条が撤去される。
- 1970年（昭和45年）11月：千頭 - 川根両国間に並行する側線を往復するミニSL列車の運行開始。
- 1989年（平成元年）11月26日：ミニSL列車の運行終了[1]。

## 駅構造
相対式2面2線のホームを持つ地上駅。ホーム横の2本の線路は側線・留置線である。
駅舎らしきものはあるが、これは両国乗務区の建物である。
井川線の車両整備を行う両国車両区と保線区を併設する。
かつては千頭駅から当駅近くまで貨物専用線が井川線と並行しており、複線のようになっていたが、1960年代後半には遊休施設となっていた。これを活用して、1970年（昭和45年）11月に2109（2100形蒸気機関車）によるミニSL列車の運行が開始された。これが大井川鐵道の蒸気機関車動態保存のルーツである。しかし、千頭駅近くの道路拡張に支障することから、千頭駅から当駅までの専用線は廃止が決定。1989年（平成元年）11月26日をもってミニSL列車の運行を終了した。

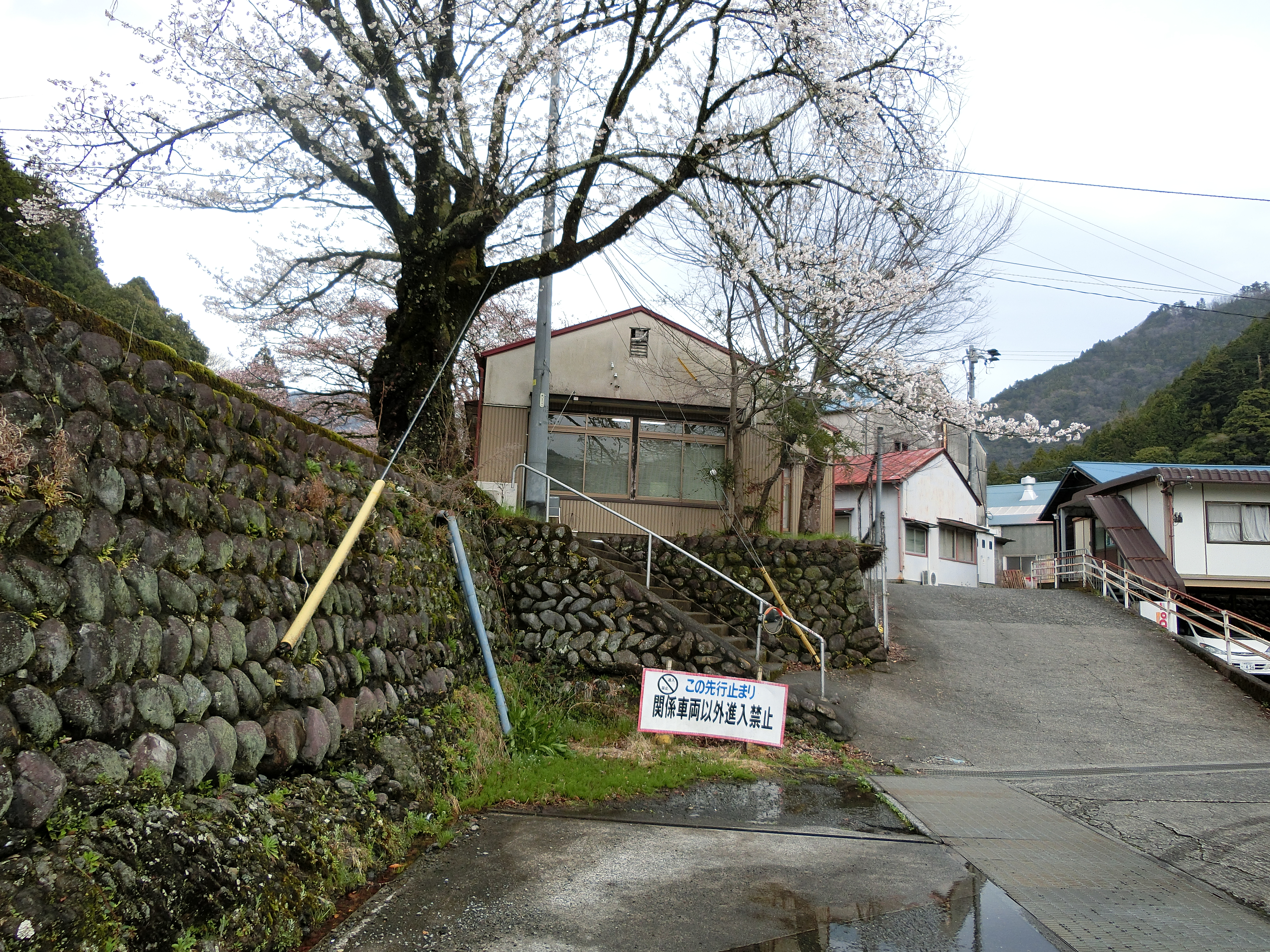
両国乗務区・車両区入口（2017年4月）
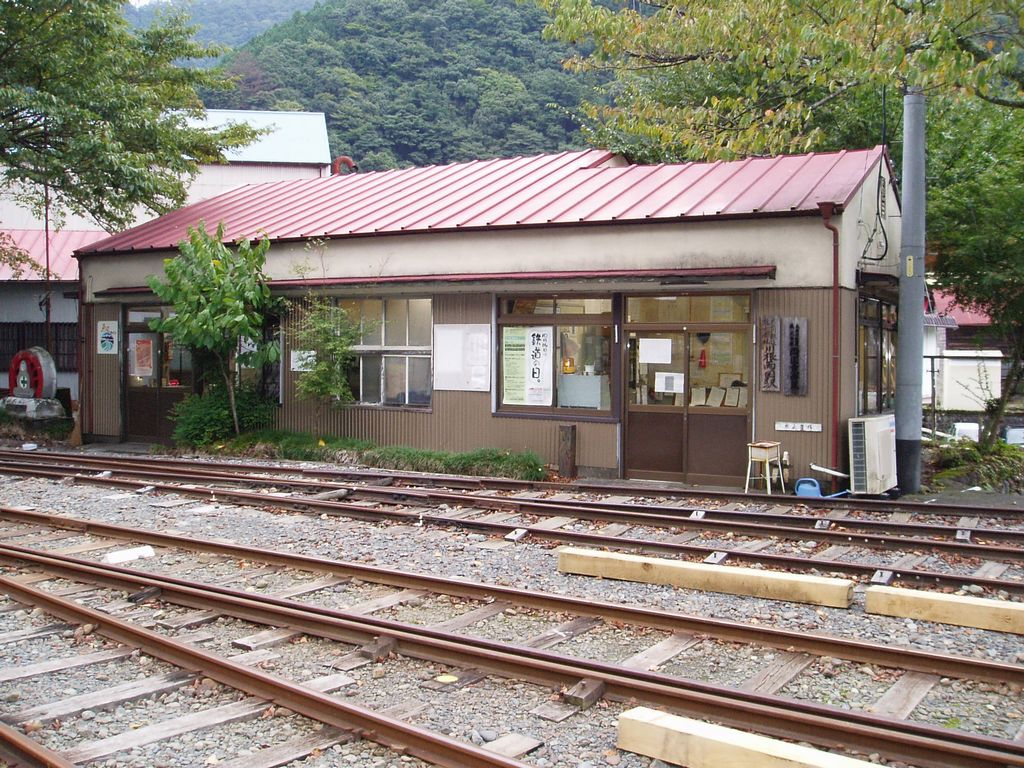
両国乗務区
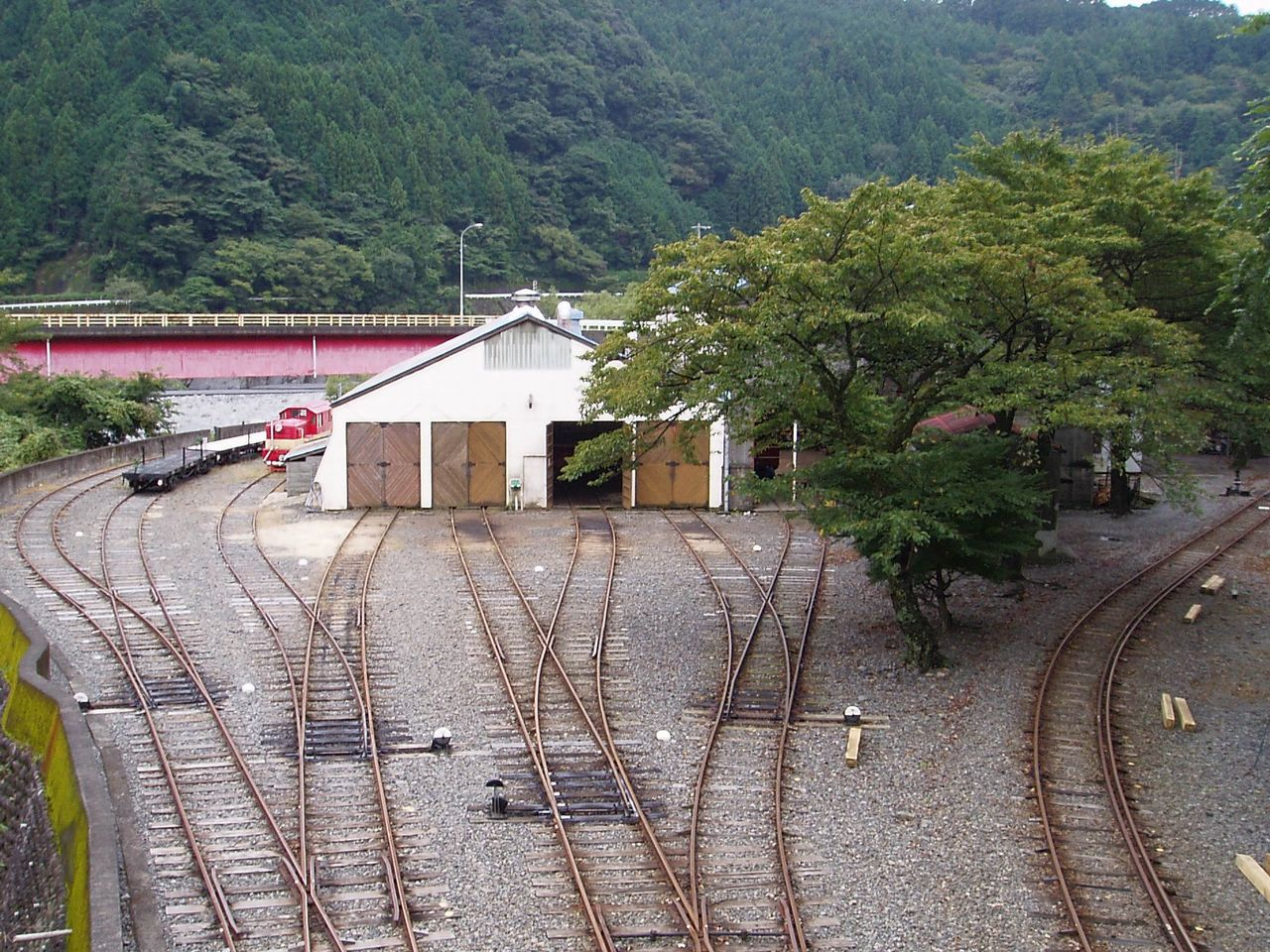
両国車両区

## 駅周辺
- 大井川
  - 駅そばには吊橋（両国吊橋）が架かる。
- 静岡県道77号川根寸又峡線

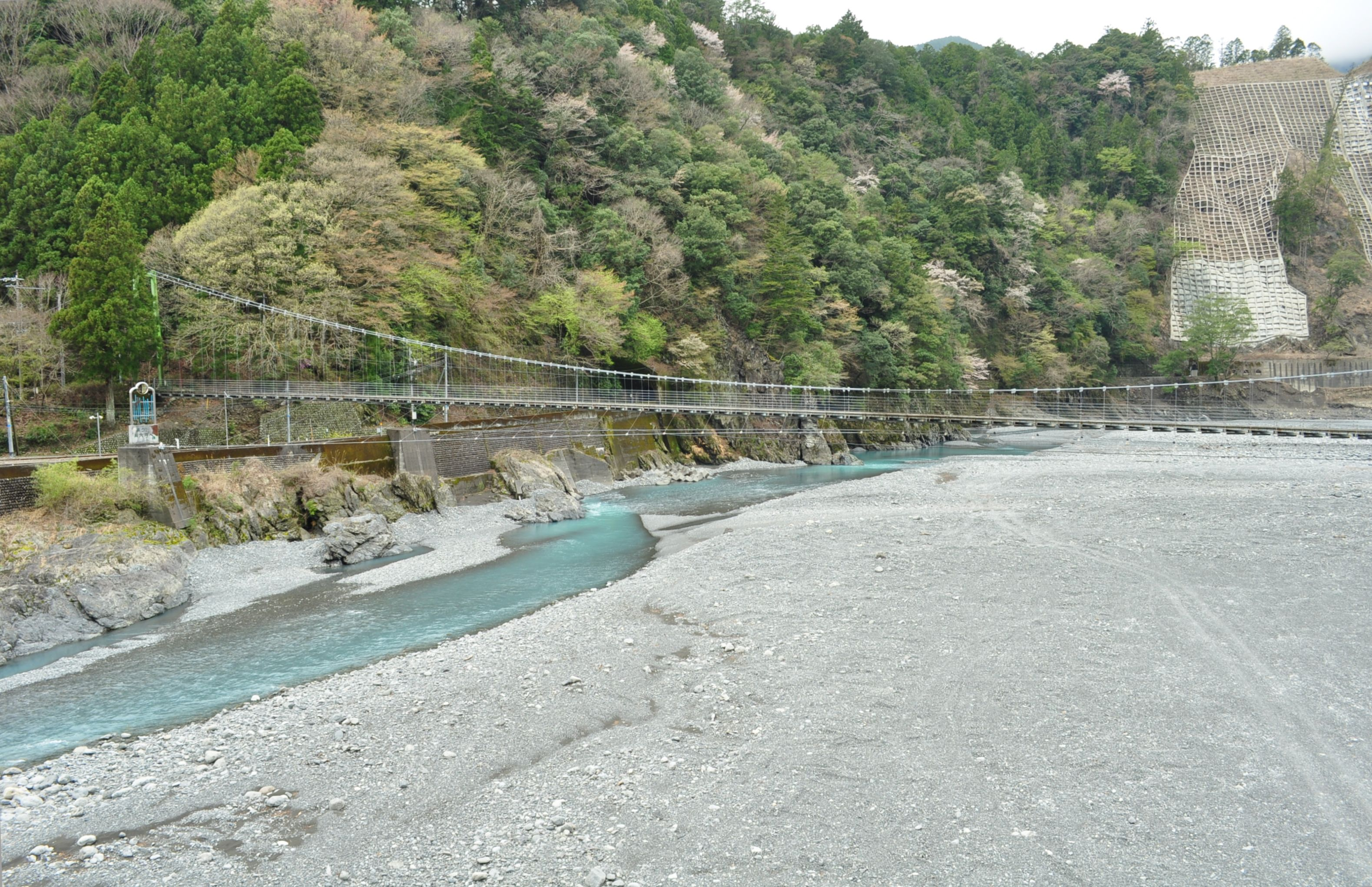
大井川に架かる両国吊橋（2015年4月）
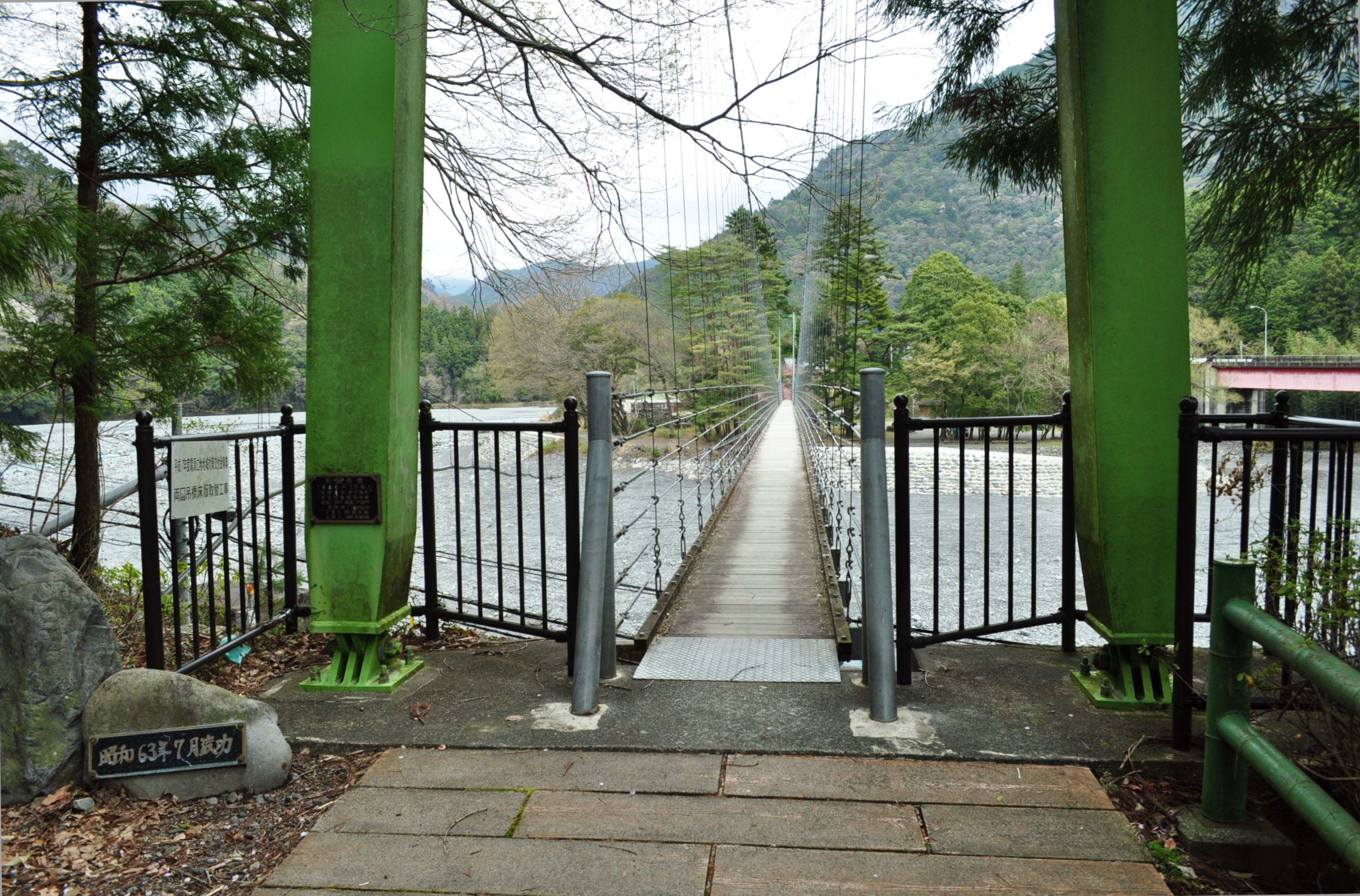
川根両国駅傍の両国吊橋（2015年4月）
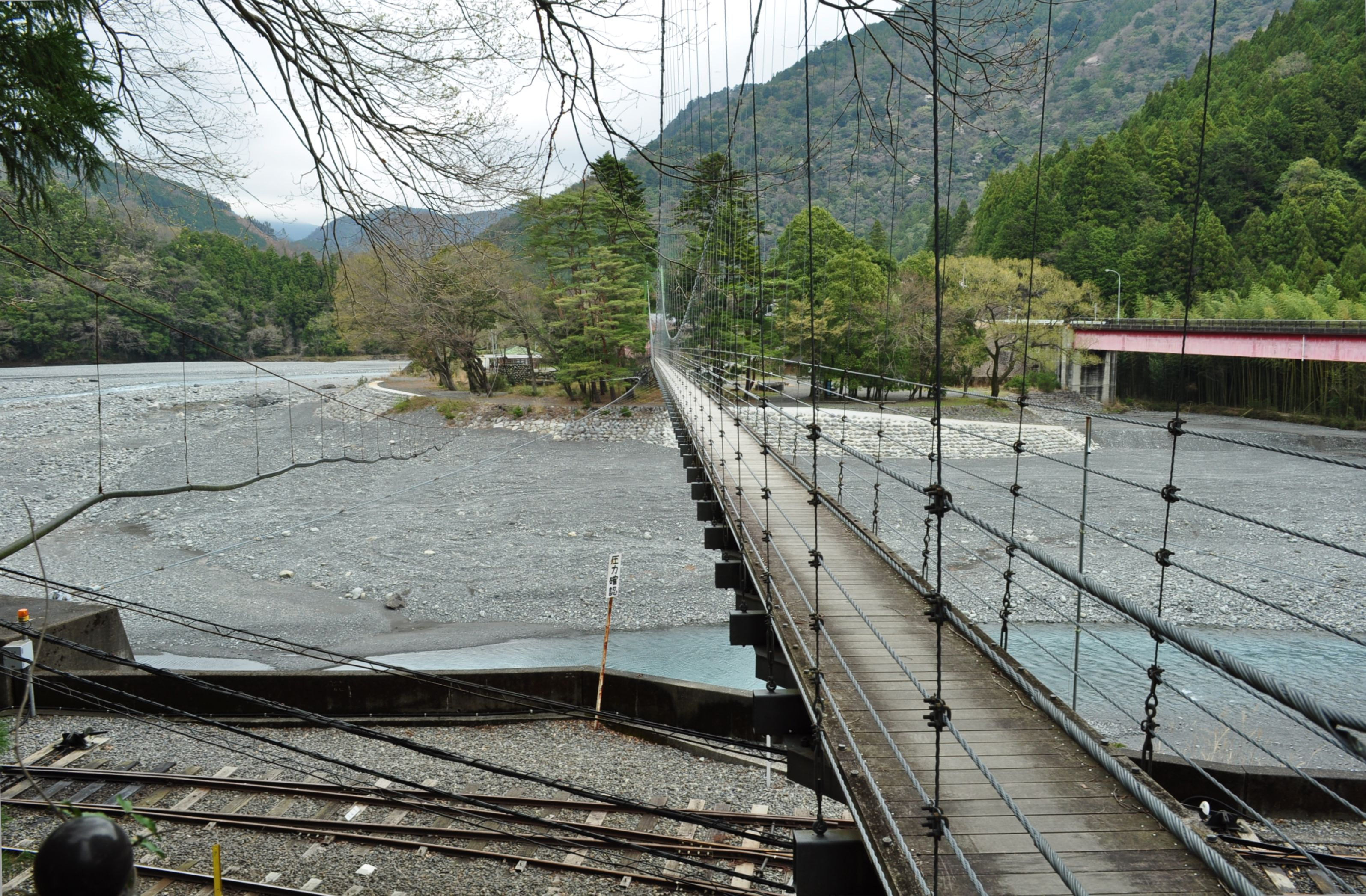
川根両国駅傍の両国吊橋（2015年4月）

## 隣の駅
大井川鐵道
■井川線
千頭駅 - 川根両国駅 - 沢間駅